# Einwendung
Die Begriffe Einwendung und Einrede bezeichnen im deutschen Zivilrecht materiell-rechtliche Verteidigungsmittel des Schuldners gegen die Realisierung von Ansprüchen des Gläubigers. Einwendungen und Einreden bewirken, dass der Anspruch entweder nicht entsteht, wieder erlischt oder trotz Bestehens nicht durchsetzbar ist. 

## Systematik

Systematik der Einreden im prozessualen Sinn

Unterschieden wird zwischen rechtshindernden, rechtsvernichtenden und rechtshemmenden Einwendungen. 
Rechtshindernde Einwendungen verhindern das Entstehen eines Anspruchs, weil beispielsweise die Geschäftsfähigkeit (§ 104 BGB) des Gegenübers fehlt oder weil ein gesetzliches Verbot besteht (§ 134 BGB), das ein wirksames Rechtsgeschäft von vornherein verhindert. 
Rechtsvernichtende Einwendungen bringen einen entstandenen Anspruch zum Erlöschen oder verändern ihn, beispielsweise durch Erfüllung (§ 362 BGB) des Vertrages oder aufgrund Rücktritts (§ 346 BGB) von selbigem. 
Rechtshemmende Einwendungen werden im materiell-rechtlichen Sinne auch Einreden genannt. Die Besonderheit liegt darin, dass der entstandene Anspruch bestehen bleibt, jedoch nicht durchgesetzt werden kann, sofern sich der Schuldner darauf beruft, wozu er aber nicht verpflichtet ist. Als sogenannte peremptorische Einrede kann insoweit beispielsweise die Verjährung im Sinne des § 214 BGB geltend gemacht werden. Peremptorisch deshalb, weil sie dann zu einer dauerhaften Undurchsetzbarkeit des geltend gemachten Anspruchs führt. Als sogenannte dilatorische Einrede fungiert andererseits beispielsweise die zeitweilige Einrede des nicht erfüllten Vertrags nach § 320 BGB, die lediglich ein Zurückbehaltungsrecht gewährt, solange die vom Gläubiger geschuldete Leistung selbst noch nicht erbracht ist (vorübergehende Verhinderung der Rechtsdurchsetzung).
Mit der zuletzt beschriebenen Einrede im materiell-rechtlichen Sinne ist nicht die Einrede im prozessualen Sinne gleichzusetzen: Das Zivilprozessrecht versteht unter Einrede jede Norm, die einem Anspruch im Prozess entgegengehalten werden kann (Gegenrecht). Der prozessuale Begriff der Einrede umfasst damit nicht nur die Einwendungen des Zivilrechts (einschließlich der Einrede im materiell-rechtlichen Sinne), sondern auch Gegenrechte, die aus dem Zivilprozessrecht stammen („prozessuale Einreden“).
Zwischen Anspruchsvoraussetzungen und Verteidigungsmitteln gegen einen Anspruch wird letztlich auch zu dem Zweck unterschieden, die Beweislast zwischen Schuldner und Gläubiger sinnvoll zu verteilen. Beide stehen zueinander in einem Regel-Ausnahme-Verhältnis: Die Anspruchsvoraussetzungen müssen stets gegeben sein, damit ein Anspruch ent- und bestehen kann. Einwendungen und Einreden richten sich gegen den (vermeintlichen) Anspruch oder dessen Durchsetzung. Macht der Gläubiger einen Anspruch geltend, dann hat er zu beweisen, dass die Voraussetzungen dieses Anspruchs vorliegen. Die Voraussetzungen für das Bestehen von Einwendungen und Einreden hat dagegen der Schuldner zu beweisen.

## Einteilung der Einwendungen
Einreden verschaffen dem Anspruchsgegner eine Möglichkeit, sich zu verteidigen, er muss sie nicht nutzen. Auf die gerichtliche Kenntnisnahme von Tatsachen, die dem geltend gemachten Anspruch entgegenstehen, kommt es nicht an, vielmehr muss der Anspruchsgegner sich regelmäßig ausdrücklich auf die Einrede berufen. Wer beispielsweise auf Erfüllung eines verjährten Anspruchs verklagt wird, hat selbst zu entscheiden, ob er die Verjährungseinrede erhebt, die zur Klageabweisung führen würde. Im Gesetzestext sind Einreden an ihrer Formulierung zu erkennen, denn das Gesetz führt Begriffe an wie berechtigt oder eine Leistung verweigern.
Anders als die Einreden, die dem Schuldner lediglich ein Leistungsverweigerungsrecht geben, das die Existenz des Anspruchs im Kern nicht berührt, beseitigen rechtshindernde und rechtsvernichtende Einwendungen den Anspruch an sich. Rechtshindernde und rechtsvernichtende Einwendungen entfalten ihre Wirkung kraft Gesetzes. Vom Gericht müssen sie von Amts wegen berücksichtigt werden. Deshalb genügt es, dass das Gericht von den entsprechenden Tatsachen erfährt, um sie im Urteil zu berücksichtigen. Keine Rolle spielt insbesondere, ob Kläger oder Beklagter sie vortragen.
Manche Einwendungen wirken gegen alle oder doch gegen viele Ansprüche, unabhängig von ihrem Entstehungsgrund. Andere dagegen sind speziell auf bestimmte Ansprüche abgestimmt.

### Rechtshindernde Einwendungen
Rechtshindernde Einwendungen lassen einen Anspruch schon gar nicht entstehen, etwa weil der zugrunde liegende Vertrag unwirksam ist. Rechtsfolge ist grundsätzlich die Nichtigkeit des zugrunde liegenden Rechtsgeschäfts von Anfang an (ex tunc). Insbesondere kommen in Betracht:
- Geschäftsunfähigkeit, § 104, § 105 BGB bzw. fehlende Deliktsfähigkeit, § 827, § 828 BGB
- erkannter Vorbehalt, § 116 S. 2 BGB
- Scheingeschäft, § 117 BGB und Scherzerklärung, § 118 BGB
- Formunwirksamkeit, § 125 BGB, z. B. Formmangel bei 
  - Schenkung § 518 Abs. 1 BGB
  - Forderungsübergang bei einer Hypothek, § 1154 Abs. 1, § 398 BGB
- Verstoß gegen ein Verbotsgesetz, § 134 BGB
- Sittenwidrigkeit, § 138 BGB
- Teilnichtigkeit, § 139 BGB
- Dissens, § 154 BGB
- unwirksamer Vertrag durch sich nicht deckende Willenserklärungen: § 157 BGB, § 145 ff. BGB, § 133 BGB, sonstige Mängel bei Willenserklärungen
- noch nicht eingetretene aufschiebende Bedingung bzw. Zeitpunkt vor Beginn einer Befristung, § 158 Abs. 1, § 163 BGB
- Rechtfertigungsgründe § 227, § 228, § 904 BGB und Schuldausschlussgründe § 827, § 828 gegenüber Schadensersatzansprüchen aus § 823 BGB
- Mitverschulden, § 254 BGB
- fehlende Fälligkeit § 271 Abs. 2 BGB
- Schutzvorschriften zu Allgemeinen Geschäftsbedingungen, § 305 ff. BGB
- Verträge über künftiges Vermögen und mit Bezug auf den Nachlass eines noch lebenden Dritten, § 311b Abs. 2, 4 BGB
- Vertragsstrafe für ein unwirksames Leistungsversprechen, § 344, § 1297 Abs. 2 BGB
- Kenntnis der Nichtschuld (§ 814 BGB) gegenüber dem Bereicherungsanspruch nach § 812 Abs. 1 S. 1 BGB (Leistung auf nicht bestehende Schuld)
- Einwendungen des Entziehers oder Störers, § 863 BGB
- das Besitzrecht (§ 986 BGB) gegenüber dem Herausgabeanspruch nach § 985 BGB
- Einwendung zur Duldung durch den Eigentümer § 1004 Abs. 2 BGB
- Beschränkung der Testierfreiheit, § 2302 BGB
- diverse Vorschriften aus Schutzgesetzen, z. B. aus Kündigungsschutzgesetz, Mutterschaftsschutzgesetz, Allgemeines Gleichbehandlungsgesetz, Sozialgesetzbuch, Arbeitszeitgesetz
- Verstoß gegen höherrangige Vereinbarungen: z. B. aus Tarifvertrag, Betriebsvereinbarung

### Rechtsvernichtende Einwendungen
Rechtsvernichtende Einwendungen lassen den bereits entstandenen Anspruch erlöschen. Insbesondere kommen in Betracht:
- Anfechtung, § 142 Abs. 1 BGB. Hierbei ist umstritten, ob es sich bei der Anfechtung nicht um eine rechtshindernde Einwendung handelt: Zwar hat die Anfechtung in Bezug auf ihre Rechtsfolge eine Ex-tunc-Wirkung, allerdings lässt sich der entstehende Bereicherungsanspruch wegen Wegfalls des Rechtsgrundes (§ 812 Absatz 1 Satz 2 Variante 1 BGB) nur mit einer Fiktion dieser Ex-tunc-Wirkung erklären, was zu Widersprüchen führt. Deshalb liegt es nahe, bei der Anfechtung eine nachträgliche Vernichtung eines entstandenen Anspruchs anzunehmen (rechtsvernichtende Einwendung). Es ist aber auch strittig, ob bei Rückabwicklung nach Anfechtung die condictio indebiti oder condictio ob causam finitam die richtige Anspruchsgrundlage ist, weshalb diese Frage nicht abschließend geklärt werden kann.
- Eintritt einer auflösenden Bedingung bzw. Ablauf der Befristung, § 158 Abs. 2, oder Zeitablauf § 163 BGB;
- Vertragsaufhebung oder Novation, Schuldumschaffung, § 241, § 311 Abs. 1 BGB
- Mitverschulden § 254 BGB;
- Unmöglichkeit der Leistung nach § 275 Abs. 1 BGB;
- Schadensersatzverlangen nach Nachfristsetzung, § 281 Abs. 4 BGB;
- Störung der Geschäftsgrundlage (wirtschaftliche Unmöglichkeit) § 313 BGB;
- bei Dauerschuldverhältnissen die Kündigung, z. B. § 314, § 568, § 626, § 671 Abs. 2 BGB;
- Rücktritt § 346 ff. BGB;
  - § 313 Abs. 1, 3 BGB
  - § 323 Abs. 1, § 324, § 326 Abs. 5 BGB
  - Rücktritt bei Fixhandelskauf, § 376 Abs. 1 Satz 1 HGB
  - vertragliches Rücktrittsrecht, vgl. aber § 308 Nr. 3 BGB
- Unmöglichkeit der Gegenleistung nach § 326 BGB;
- Widerruf;
  - eines Stiftungsgeschäft bis zur Anerkennung der Rechtsfähigkeit (§ 81 Abs. 3 BGB)
  - bei noch nicht zugegangenen oder gleichzeitig zugehenden Willenserklärungen (§ 130 BGB)
  - einer Vollmacht (§ 168, § 171, § 178 BGB)
  - bei bestimmten genehmigungspflichtigen Geschäften (§ 109, § 178 BGB)
  - einer Einwilligung (§ 183, § 630d Abs. 3 BGB)
  - einer Schenkung (§ 530 BGB)
  - einer Auslobung (§ 658 BGB)
  - des Auftraggebers, (bzw. Kündigung des Beauftragten) (§ 671 BGB)
  - einer Anweisung (§ 790 BGB)
  - Widerrufsrecht im Verbraucherschutz (§ 312 ff., § 485, § 495, § 499, § 510, § 355 ff. BGB)
- Erfüllung, § 362 BGB;
- Leistung an Erfüllungs statt, § 364 BGB;
- Hinterlegung, § 378 BGB;
- Aufrechnung, § 389 BGB;
- Erlass, § 397 BGB;
- Abtretung, § 398 (evtl. i. V. m. § 364 Abs. 1 BGB);
  - Einwendungen des Schuldners gegenüber dem neuen Gläubiger, §§ 404 ff. BGB
  - Geltenlassenmüssen einer Leistung des Schuldners an den früheren Gläubiger, § 407 BGB (vgl. dann § 816 Abs. 2 BGB);
- Ablauf der Ausschlussfrist bei Mängelgewährleistungen im Reiserecht, § 651g Abs. 1 BGB;
- Befreiung des Bürgen bei Aufgabe einer Sicherheit des Bürgschaftsgläubigers an der verbürgten Forderung, § 776 BGB;
- Entreicherung § 818 Abs. 3 BGB gegenüber einem Bereicherungsanspruch;
- die nicht gesetzlich geregelte Konfusion;
- Ausschlussfristen;
- Verwirkung (fraglich, ob nicht, ähnlich zur Verjährung, rechtshemmende Einwendung), § 242 BGB;
- Einwendung des Schuldners gegen den Erfüllungsanspruch des Gläubigers beim Fixhandelskauf, § 376 Abs. 1 Satz 2 HGB.

### Einreden (Rechtshemmende Einwendungen)
Einreden lassen den Anspruch unberührt fortbestehen. Insbesondere ist er nach wie vor erfüllbar. Er ist aber nicht mehr gerichtlich durchsetzbar, also gehemmt.
Einreden, die den geltend gemachten Anspruch, wie etwa die Verjährung, dauerhaft hemmen, heißen peremptorische Einreden. Zögern sie die Durchsetzbarkeit dagegen nur heraus, bezeichnet man sie als dilatorisch (z. B. Stundung). Ihre Hemmungswirkung entfalten sie erst, wenn sie geltend gemacht wurden. Insbesondere kommen in Betracht:
- Verjährung, § 214 BGB
  - „rechtsvernichtende Einrede“ gegen Rücktritt, § 218 BGB; Rücktritt ist selbst kein Anspruch i. S. d. Legaldefinition des § 194 BGB, sondern nur ein sonstiges Recht, daher diese besondere Regelung; sonstige rechtvernichtende Einwendungen heben Ansprüche auf
  - Gegeneinrede zur Verjährung des Rücktritts § 438 Abs. 4 S. 2 BGB, § 634a Abs. 4 S. 2 BGB
  - Arglisteinrede bei verjährten Forderungen, § 853 BGB
- Zurückbehaltungsrechte, § 273, § 274, § 1000BGB, § 369 HGB
  - insb. z. B. aus Störung der Geschäftsgrundlage § 313 BGB
- Unzumutbarkeit des Schuldners zur Leistung (faktische bzw. persönliche Unmöglichkeit), § 275 Abs. 2 und Abs. 3 BGB
- Einrede des nichterfüllten Vertrags, § 320, § 322 BGB
- Unsicherheitseinrede, § 321 BGB
- Einrede des Schuldners zur Aushändigung der Abtretungsurkunde, § 410 BGB
- Unzumutbarkeit der Nacherfüllung, § 439 Abs. 4 BGB
- Einrede des Notbedarfs des Schenkers, § 519 BGB
- Einreden des Bürgen, § 768 ff. BGB
- die aus § 242 BGB gestützte und in § 821 BGB (Einrede der Bereicherung) vorausgesetzte Dolo-agit-Einrede
- die Einreden des Erben, etwa
  - Erschöpfungseinrede, § 1973 Abs. 1 Satz 1 BGB,
  - Verschweigungseinrede, § 1974 BGB,
  - Dürftigkeitseinrede, § 1990, § 1991 BGB,
  - Dreimonatseinrede, § 2014 BGB,
  - Einrede des Aufgebotsverfahrens, § 2015 BGB.
- Stundung
- Einrede der Nichtvaluierung (Nichtauszahlung) (z. B. eines Darlehensbetrages bei Anspruch der Duldung einer Zwangsvollstreckung einer Grundschuld nach § 1192, § 1147 BGB)
- Einrede der Nichtdurchsetzbarkeit (z. B. einer Forderung bei Anspruch der Duldung einer Zwangsvollstreckung einer Grundschuld, insbesondere weil die Forderung von der Grundschuld getrennt wurde, vgl. § 1157 BGB)

Wird auf eine Schuld geleistet, deren Durchsetzbarkeit durch eine (peremptorische) Einrede dauerhaft ausgeschlossen ist, so kann das Geleistete nach § 813 Abs. 1 BGB zurückverlangt werden, wenn der Leistende die Einrede nicht kannte, § 814 BGB. Für den häufigsten Fall der peremptorischen Einrede gilt dies aber gerade nicht: Wird auf eine verjährte Forderung geleistet, ist die Herausgabe ausgeschlossen, § 813 Abs. 1 Satz 2, § 214 Abs. 2 BGB. Der Grund dieser Ausnahme liegt im Wesen der Verjährung: nach ihrem Eintritt soll Rechtsfrieden herrschen und ein Prozess nicht mehr stattfinden, sei es auch nur ein Prozess über die Rückforderung des Geleisteten.

## Beweislast
Ob ein bestimmtes Merkmal vom Gesetz zur Voraussetzung eines Anspruchs gemacht wird oder umgekehrt das Fehlen des Merkmals als rechtshindernde Einwendung, ist von der Wirkung her zunächst gleich: In beiden Fällen hängt die Entstehung des Anspruchs von ebendiesem Merkmal ab.
Der Unterschied zeigt sich aber im Prozess: Während derjenige, der einen Anspruch geltend macht, dessen tatsächliche Voraussetzungen vortragen und notfalls beweisen muss, trifft die Beweislast für die tatsächlichen Voraussetzungen der Einwendungen den Anspruchsgegner. Indem das Gesetz also Tatbestandsmerkmale oder Einwendungen formuliert, bestimmt es zugleich, wer das Risiko trägt, dass sich das Geschehen vor Gericht nicht mehr aufklären lässt.
So formuliert etwa § 280 Abs. 1 BGB: „Verletzt der Schuldner eine Pflicht aus dem Schuldverhältnis, so kann der Gläubiger Ersatz des hierdurch entstehenden Schadens verlangen. Dies gilt nicht, wenn der Schuldner die Pflichtverletzung nicht zu vertreten hat.“ Die doppelte Verneinung im zweiten Satz ist dabei nicht Selbstzweck, sondern zeigt an, dass es sich um eine rechtshindernde Einwendung handelt. Das Vertretenmüssen hat also nicht der Geschädigte vorzubringen und notfalls zu beweisen, sondern umgekehrt der Schädiger, wenn er meint, er habe die Pflichtverletzung nicht zu vertreten. Man sagt auch, das Vertretenmüssen werde (widerleglich) vermutet. Wäre dagegen formuliert „… so kann der Gläubiger Ersatz des hierdurch entstehenden Schadens verlangen, wenn der Schuldner die Pflichtverletzung zu vertreten hat“, so hätte der Geschädigte auch diese Voraussetzung zu beweisen. So hat das Gesetz an anderer Stelle tatsächlich entschieden, beispielsweise im Deliktsrecht bei § 823 BGB.